# Constance Guisset
Constance Guisset, née le 25 novembre 1976 à Neuilly-sur-Seine, est une designer française.

## Biographie
Née le 25 novembre 1976 à Neuilly-sur-Seine,,, Constance Guisset commence son cursus par des études économiques et sociales à l’ESSEC. Pendant ses études, elle part un an au Japon et travaille comme assistante d’un député au Parlement et participe à la campagne électorale de la mairie de Tokyo.
Constance Guisset se spécialise ensuite en gestion des affaires culturelles à l’IEP de Paris. Souhaitant être au cœur du processus de création, elle intègre alors l’ENSCI – Les Ateliers en 2003. La même année elle rencontre Ronan et Erwan Bouroullec et rejoint leur studio comme administratrice jusqu’en 2010.
Elle fonde le studio Constance Guisset Studio en 2009, spécialisé en design, architecture intérieure et scénographie, comprenant plusieurs designers et architectes.
En 2012, Constance Guisset est nommée Chevalier des Arts et des Lettres. 

## Parcours artistique
« Adepte d'un design joyeux, éclairé et léger », elle s’attache à créer des objets ergonomiques et pertinents.
Sa rencontre avec Amélie du Passage, fondatrice de Petite Friture, lui permet de concrétiser l’un de ses premiers projets, la suspension Vertigo éditée en 2010. Ce luminaire, bien que très récent, fait partie des « iconiques du design » d’après Marie-Claire. Des collaborations avec différentes maisons d’édition de mobilier françaises et étrangères se développent : Petite Friture, Moustache, Tectona, Nature & Découvertes, Molteni&C, LaCie, Louis Vuitton Malletier, La Cividina, etc..
À partir de 2009, Constance Guisset se lance dans la scénographie de spectacles, avec un premier spectacle d’Angelin Preljocaj, Le Funambule,. Puis elle réalise des scénographies d’exposition pour différents musées, dont le musée des Arts décoratifs, le musée du quai Branly à Paris et le Palais des beaux-arts de Lille, ou pour des marques comme les Galeries Lafayette.
De 2012 à 2014, Constance Guisset Studio développe un nouveau concept d’espaces d’accueil pour la marque Suite Novotel.
Depuis 2012, Constance Guisset réalise des expositions personnelles dédiées à son travail. La première a eu lieu à la Chapelle des Calvairiennes en 2012. Elle est suivie en 2016 par une carte blanche retraçant son parcours au MUDAC de Lausanne. Elle sort à cette occasion une monographie retraçant son parcours depuis le lancement de son studio. Une exposition lui a été consacrée au Musée des Arts Décoratifs de Paris de novembre 2017 à mars 2018. En 2021, son travail est présenté dans une exposition personnelle à la Villa Noailles à Hyères (France).

## Récompenses

### Constance Guisset
- 2007 : Grand Prix design de la ville de Paris[3]
- 2009 : Prix public à la design Parade de la Villa Noailles[15]
- 2010 : Nommée Designer de l’année au Salon Maison & Objets[2]
- 2010 : Audi Talents Award[16]
- 2011 : Prix de la meilleure scénographie - D'Days Paris[17]
- 2012 : Nommée Chevalier des Arts et des Lettres
- 2018 : Prix Montgolfier - Comité des constructions et des Beaux-Arts
- 2021 : Médaille de la Fondation Académie d'Architecture 1977 attribuée au "artistes qui contribuent par leur œuvre à la création d'espaces architecturaux de grande qualité"

### Les objets
- 2010 : Janus de l’industrie- Clé USB Xtrem Key[18]
- 2011 : Prix Wallpaper Lab – Musée des Arts décoratifs[19]
- 2012 : Prix Wallpaper “Best use of color”- miroir Francis, édition Petite Friture[20]
- 2014 : Prix Red Dot - clé USB Culbuto, édition LaCie[21]
- 2014 : Janus de l’industrie (dans la catégorie Janus du mobilier) - collection Ankara, édition Matière grise[22]
- 2019 : Prix style park selected Award, Salone del Mobile pour la grande table miroir Francis, édition Petite Friture

## Réalisations marquantes

### Design
2010
- Vertigo - Suspension , édition Petite Friture
- Xtrem Key - Clé USB, édition LaCie
- Duplex - Cage-aquarium, édition Specimen

2011
- Francis - Miroir, édition Petite Friture

2012
- Sol - Fauteuil, édition Molteni&C
- Objets nomades - Col et masque de voyage, édition Louis Vuitton Malletier

2013
- Chantilly - Lampe, édition Moustache
- Spin - Tapis, édition Nodus
- Joséphine - Tabouret, édition Constance Guisset Studio

2014
- Cape - Lampe, édition Moustache
- Ankara - Tables, édition Matière Grise
- Culbuto - Clé USB, édition LaCie
- Windmills - Collection de poufs, édition La Cividina
- Nubilo - canapé, édition Petite Friture
- Drapée - Chaise, édition Petite Friture

2015
- Cumulus - Diffuseur d’huiles essentielles, édition Nature & Découvertes
- D-Vine - Sommelier connecté, édition 10-Vins
- Nubilo Baby - Fauteuil, édition Petite Friture
- Chelsea - Canapé et tables d’extérieur, édition Tectona
- Loop - Suspension, édition Fabbian

2016
- Lili - Chaises, édition ZaoZuo
- Simple - Table basse, édition Ethnicraft
- Canova - Tabouret, édition Moustache

2017
- Angelin - Suspension, édition Constance Guisset Studio
- Collaboration Monoprix - Collection, édition Monoprix
- Apollo - Applique, édition Constance Guisset Studio
- Scape - Tapis, édition Nodus
- Wondercape - Suspension, édition Constace Guisset Studio

2018
- Batchair - Chaise, édition Matière Grise
- Canova - Plats, édition Moustache
- Delta - Suspension et panneau acoustique, édition Zilenzio
- Fusca - Vase, édition Bosa
- Waves - Banquette, édition La Cividina
- Super Hanger - Porte-manteau, édition Leblon Delienne

2019
- Oliva - Fauteuil, édition Zanotta
- Francis - Tables Miroirs, édition Petite Friture
- Solar - Broches, édition Tout Simplement
- Mezcalienne - Vases, édition Maison Marcoux Mexico
- Morphose - Tasse, édition Ibride
- Lunar - Broche, édition Tout Simplement
- Solco - Table basse, édition Plumbum

2020
- Ether - Collection d'assiette, édition Ginori
- Ankara - Suspension, édition Matière Grise
- Scape - Canapé, édition Wow Design
- Vertigo Nova - Suspension, édition Petite Friture

2021
- Capeline - Fauteuil, édition Constance Guisset Design
- Morphose - Cloche, édition Ibride
- Ginzha - Flacon de parfum, édition Shiseido
- Dolmen - Canapé, édition Pierre Frey
- Scala - Porte-savon, édition Constance Guisset Studio

2022
- Wing - Table, édition Woak Design
- Fleuron - Chaise, édition Billiani
- Saint-Eustache - Banc, édition Houssard Mobilier
- Ankara - Applique, édition Matière Grise
- Alba - Lampe, édition Constance Guisset Studio
- Willo - Pouf, édition La Manufacture
- Auguste - Lampe, édition Constance Guisset Studio
- Mist - Broche, édition Tout Simplement

2023
- Lepida - Chaise, édition Woak Design
- Bandoneon - Revêtement, édition Fangorosa
- Point du jour - Tête de lit, édition Treca
- Dune - Tabouret, édition Pierre Frey
- Dada - Chaise pliante, édition Pierre Frey

2024
- Wing - Console, édition Woak Design
- Nagori - Revêtement, édition Decastelli

### Publication
2016
- Constance Guisset Studio - Monographie pour l'exposition anima, édition Infolio

2017
- Brouillards - Livre jeunesse, édition Albin Michel Jeunesse

2019
- Alguier imaginaire - Livre jeunesse, édition Albin Michel Jeunesse
- Roue Libre - Livre jeunesse, édition Albin Michel Jeunesse

2021
- Corps flottants, Livre, édition Chose Commune

### Scénographie
2009
- Le Funambule, scénographie de spectacle, Ballet Preljocaj

2010
- Petites et grosses bêtes, scénographie d’exposition, Musée des arts décoratifs, Paris
- Concert Laurent Garnier, scénographie de spectacle, salle Pleyel, Paris
- Dis moi dix vitrines, Galeries Lafayette, Paris

2012
- Tourbillon, installation pour Christian Dior, Paris

2013
- Les Nuits, scénographie de spectacle, Ballet Preljocaj
- La Mécanique des dessous, scénographie d’exposition, Musée des arts décoratifs

2014
- Trois conversations, installation, Palais de Tokyo, Paris

2015
- École des loisirs, scénographie d’exposition, Musée des Arts décoratifs, Paris
- Joie de vivre, scénographie d’exposition, Palais des beaux-arts, Lille
- Angelin Preljocaj, costumes de danse, scénographie d’exposition, Centre national du costume de scène,Moulins

2016
- Everyness, scénographie de spectacle, Wang Ramirez
- La Fresque, scénographie de spectacle, Ballet Preljocaj

2017
- Malick Sidibé, Mali Twist - scénographie d'exposition, Fondation Cartier, Paris
- Autophoto, scénographie d’exposition, Fondation Cartier, Paris

2020
- De l’autre côté du rêve, scénographie d’exposition, Fondation Bemberg, Toulouse
- La Fannerie, scénographie d’exposition, Musée d'art Moderne, Fontevraud

2021
- Philharmonie des enfants, scénographie d’exposition, Philharmonie de Paris, Paris
- Showroom Materiorama, scénographie d’exposition, Fenix, Milan

2022
- Salon d'honneur, installation, Musée Mandet-Riom, Riom
- Solaire Culture, scénographie d’exposition, Veuve Clicquot, Tokyo, Los Angeles

2023
- Showroom Play, scénographie d’exposition, Tarkett, Paris
- Solaire Culture, scénographie d’exposition, Veuve Clicquot, Londres

2024
- Emotions of the Sun, scénographie d’exposition, Veuve Clicquot, Milan

### Expositions
2012
- Exposition personnelle, Le Kiosque et Chapelle de Calvairiennes

2014
- Parapanorama, D’Days

2016
- Exposition personnelle, Château de Courcelles, Montigny-lès-Metz
- Delta 76, Saison graphique, Le Havre
- Anima – Carte blanche à Constance Guisset, Mudac, Lausanne

2017
- Constance Guisset Studio, Actio !, exposition personnelle, MAD Paris
- Les Formes savantes - exposition personnelle, musée Fabre, Montpellier

2021
- Objectif Villa !, Villa Noailles

2023
- Surprise Party ! Carte blanche à Constance Guisset, Institut français de Milan, Italie

### Architecture
2010
- Ankara Café, Institut Français de Turquie, Ankara

2015
- Suite Novotel,  conception du lobby et du restaurant, concept déployé en France et en Europe

2019
- Espaces collectifs des bureaux de Van Cleef & Arpels, Paris

2021
- Nowa, groupe Perial, Paris
- Restaurant Ernest, Samaritaine, Paris

2022
- Architecture intérieure des espaces d'accueil de la Fondation Lee Ufan, Arles

2023
- Installation Où les vents nous portent, conçue pour la Gare Villejuif Louis-Aragon, en collaboration avec l’architecte Philippe Gazeau, dans le cadre du Grand Paris Express 2025

- Architecture intérieure de l'École des Arts joaillers, Van Cleef & Arpels, Shanghai

2024
- Architecture intérieure de l'École des Arts joaillers, Van Cleef & Arpels, Dubaï
- Architecture intérieure de l'École des Arts joaillers, Van Cleef & Arpels, Paris
- Conception d'une œuvre refuge dans le cadre du programme Fenêtre sur le paysage porté par l'association Derrière Le Hublot, associée à l'Agence française des chemins de Compostelle, Queyrières